# Port lotniczy Tabiteuea Południowa
Port lotniczy Tabiteuea Południowa (ICAO: TSU, ICAO: NGTS) – port lotniczy położony na atolu Tabiteuea, w Kiribati.